# Jovens Cantores de Lisboa
Os Jovens Cantores de Lisboa foram um coro de música infanto-juvenil portuguesa.

## História
Os Jovens Cantores de Lisboa foram um coro criado e dirigido pela cantora Ana Faria na década de 1990.
O coro foi constituído por rapazes e raparigas da cidade de Lisboa e dividiu-se entre um coro infantil e um coro juvenil. De entre as vozes do coro foram selecionados os elementos que iriam, posteriormente, constituir algumas formações dos grupos Onda Choc e Popeline. Os ensaios das canções decorreram num pavilhão do Clube Futebol Benfica (vulgarmente conhecido como Fófó), e as produções discográficas do coro ficaram a cargo de Heduíno Gomes, o marido da cantora Ana Faria, que gravou três álbuns para a editora Sony Music (Portugal).

## Integrantes
| Nome artístico   | Nome de nascimento               | Data de nascimento                | Local de nascimento       |
| ---------------- | -------------------------------- | --------------------------------- | ------------------------- |
| Bruno Correia    | Bruno Correia                    | 03 de setembro de 1977 (47 anos)  | Lisboa, Portugal          |
| Cláudia Pinto    | Cláudia Pinto                    | 1979 (46 anos)                    | Oeiras, Portugal          |
| Manuel Melo      | Manuel Melo                      | 18 de fevereiro de 1981 (44 anos) | Lisboa, Portugal          |
| Mónica Sintra    | Mónica Alexandra Correia Cachopo | 10 de junho de 1978 (46 anos)     | Sintra, Portugal          |
| Patricia Ribeiro | Patricia Nogueira Ribeiro        | 11 de outubro de 1981 (43 anos)   | Almada, Portugal          |
| Suzy             | Suzana Guerra                    | 24 de janeiro de 1980 (45 anos)   | Figueira da Foz, Portugal |

## Discografia
- 1992 - Feliz Natal (com participação especial de Ana Faria)[1]
- 1993 - Da Ocidental Praia
- 1994 - Mini-TOP (pelo Coro Infantil dos Jovens Cantores de Lisboa)